# Heinz Reitbauer
Heinz Reitbauer (31 mai 1899 - 21 août 1960) est un homme politique allemand. Directeur de banque, il fut élu à l'Assemblée du Land de Rhénanie-Palatinat en 1951.

## Biographie
Heinrich Gustav Philipp Reitbauer naît le 31 mai 1899, à Metz, alors ville allemande d'Alsace-Lorraine. Lorsque la Première Guerre mondiale éclate, il poursuit sa scolarité au lycée. En 1917, Heinz Reitbauer est appelé sous les drapeaux, comme tous les jeunes gens de sa génération. 
Après guerre, Reitbauer suit une formation professionnelle, pour finalement travailler dans le milieu bancaire. En 1935, il devient membre du Deutsche Arbeitsfront, l'association allemande des travailleurs et employeurs, gérée par le parti Nazi. En 1936, il est nommé directeur d'une agence bancaire à Berlin et devient membre du comité de direction de la banque l'année suivante. Reitbauer devient membre du NSDAP en 1940. 
Ses activités sous le IIIe Reich lui valent d'être interné de 1945 à 1947 dans les camps de Darmstadt, Ludwigsburg et Dachau. Libéré en 1947, Reitbauer prend la tête d'une société spécialisée dans les pierres précieuses et les bijoux à Idar-Oberstein, en Rhénanie-Palatinat. En 1950, il rejoint le Parti libéral-démocrate (FPD) et devient membre du conseil de l'arrondissement de Birkenfeld. En 1951, Heinz Reitbauer est élu au parlement du Land de Rhénanie-Palatinat, siégeant à la commission du budget et des finances. La même année, il quitte l'Assemblée du Land pour prendre la direction de la principale succursale de la Rheinisch-Westfälische Bank, à Dortmund. 
Heinrich Gustav Philipp Reitbauer s'éteignit le 21 août 1960, à Dortmund.

## Sources
- Der Präsident des Landtags Rheinland-Pfalz (Dir.): Die Stellvertreter des freien Volkes: Die Abgeordneten der Beratenden Landesversammlung und des Landtags Rheinland-Pfalz von 1946 bis 2015, 2016 (p 537).
- Notice d'autorité sur Katalog der Deutschen Nationalbibliothek.